# 叙利亚世界遗产列表
联合国教科文组织世界遗产是按照1972年《世界遗产公约》确立的重要文化遗产或自然遗产。叙利亚阿拉伯共和国于1975年8月13日加入遗产公约，使得该国历史遗迹有资格加入《世界遗产名录》。截至2016年，叙利亚境内共有6处世界遗产。
1979年，第3届世界遗产大会于法国巴黎举行，大马士革古城在会上成为叙利亚首个世界遗产。次年，布斯拉古城和巴尔米拉入选。1986年，阿勒颇古城入选。2006年，骑士堡和萨拉丁堡入选。2011年入选的叙利亚北部古村落群为叙利亚目前最后一个入选的遗产地。
自2013年起，叙利亚卷入连年内战，六处遗产遭到不同程度的损坏，均被列入《濒危世界遗产名录》。其中阿勒颇古城遭到严重损坏，巴尔米拉一些建筑也被损毁。

## 遗产名录
名称：世界遗产委员会的正式命名
地点：遗产所在地及相应地理坐标
入选标准：遗产所符合的入选标准
面积：遗产地面积，其中部分地点包括缓冲区。教科文组织未提供部分地点的面积数据
年份：遗产地入选年份
简介：遗产地的简要信息，包括入选濒危名录的理由
| 名称                | 图片 | 地点                                                               | 入选标准                    | 面积 公顷（英亩） | 年份 | 简介 |
| ------------------- | ---- | ------------------------------------------------------------------ | --------------------------- | ----------------- | ---- | --- |
| 阿勒颇古城†         |      | 阿勒颇省 36°14′00″N 37°10′00″E / 36.23333°N 37.16667°E             | 文化： (iii)(iv)            | 350（860）        | 1986 | 阿勒颇位于多条贸易路线的交叉点，先后被罗马人、阿尤布人、马穆鲁克人和奥斯曼人统治，给当地建筑风格带来重大影响，构成各种各异的城市景观。古城主要建筑包括阿勒颇城堡、阿勒颇大清真寺和哈拉维耶修道院。 |
| 布斯拉古城†         |      | 德拉省 32°31′05″N 36°28′54″E / 32.51806°N 36.48167°E               | 文化： (i)(iii)(vi)         | —                 | 1980 | 布斯拉曾为纳巴泰人的定居点，公元2世纪被罗马人征服，成为佩特拉阿拉伯的首都，直至7世纪被伊斯兰统治。古城目前残存一座剧场、一座巴西利卡、一座大教堂、一座清真寺及一座修道院。                         |
| 大马士革古城†       |      | 大马士革省 33°30′41″N 36°18′23″E / 33.51139°N 36.30639°E           | 文化： (i)(ii)(iii)(iv)(vi) | 86（210）         | 1979 | 大马士革于公元前3世纪建立，是世界上最早有人居住的城市。作为倭马亚王朝的首都，大马士革一直是阿拉伯世界的中心。其中的倭马亚大清真寺是伊斯兰教诞生以来，面积最大、祈祷活动举行时间最长的清真寺。      |
| 叙利亚北部古村落群† |      | 多地 36°20′03″N 36°50′39″E / 36.33417°N 36.84417°E                 | 文化： (iii)(iv)(v)         | 12,290（30,400）  | 2011 | 由40座村落组成，历史可追溯到1世纪到7世纪，废弃时间在8世纪和10世纪之间。村落呈现古典时代晚期及东罗马帝国时期的乡村生活。                                                                            |
| 骑士堡和薩拉丁堡†   |      | 霍姆斯省和拉塔基亚省 34°46′54″N 36°15′47″E / 34.78167°N 36.26306°E | 文化： (ii)(iv)             | 9（22）           | 2006 | 骑士堡和萨拉丁堡是十字军时期最重要的两个城堡，展现古代防御工事的演变，是各时期防御技术交汇融合的成果。                                                                                             |
| 巴尔米拉遗址†       |      | 霍姆斯省 34°33′15″N 38°16′00″E / 34.55417°N 38.26667°E             | 文化： (i)(ii)(iv)          | 0.36（0.89）      | 1980 | 巴尔米拉于公元1世纪被罗马人统治，是古代最为重要的文化中心。现留有大柱廊、貝爾廟、戴克里先营地和罗马剧场。                                                                                          |

### 预备名单
除了列入《世界遗产名录》的遗址，遗产公约的成员国还可以将考虑提名的遗址列入预备名单。只有名列预备名单的遗址能获得世界遗产提名。截至2016年，叙利亚共有12处遗产名列预备名单。
1. 哈马戽水车（英语：Norias of Hama）
2. 烏加里特
3. 埃勃拉
4. 马里
5. 杜拉歐羅普斯
6. 阿帕米亚
7. 哈里沙克沙漠城堡（英语：Qasr al-Hayr al-Sharqi）
8. 馬盧拉
9. 十字军城市堡垒塔尔图斯
10. 阿拔斯古城拉卡-拉菲卡
11. 艾尔瓦德岛
12. 幼发拉底河谷遗址马里杜拉歐羅普斯